# Powell (Wyoming)
Powell és una població dels Estats Units a l'estat de Wyoming. Segons el cens del 2000 tenia 5.373 habitants.

## Demografia
Segons el cens del 2000, Powell tenia 5.373 habitants, 2.083 habitatges, i 1.272 famílies. La densitat de població era de 556,2 habitants/km².
Dels 2.083 habitatges en un 26,8% hi vivien nens de menys de 18 anys, en un 49,1% hi vivien parelles casades, en un 9,1% dones solteres, i en un 38,9% no eren unitats familiars. En el 31,4% dels habitatges hi vivien persones soles el 14,5% de les quals corresponia a persones de 65 anys o més que vivien soles. El nombre mitjà de persones vivint en cada habitatge era de 2,28 i el nombre mitjà de persones que vivien en cada família era de 2,89.
Per edats la població es repartia de la següent manera: un 21% tenia menys de 18 anys, un 18,6% entre 18 i 24, un 22,4% entre 25 i 44, un 19,5% de 45 a 60 i un 18,4% 65 anys o més.
L'edat mediana era de 35 anys. Per cada 100 dones de 18 o més anys hi havia 83,5 homes.
La renda mediana per habitatge era de 27.364 $ i la renda mediana per família de 34.877 $. Els homes tenien una renda mediana de 36.175 $ mentre que les dones 21.000 $. La renda per capita de la població era de 14.518 $. Entorn del 13,5% de les famílies i el 20,3% de la població estaven per davall del llindar de pobresa.

## Poblacions més properes
El següent diagrama mostra les poblacions més properes.